# Hilarion (Koczergin)
Hilarion, imię świeckie Wasilij Michajłowicz Koczergin (ur. 1884, zm. 24 listopada 1965) – rosyjski biskup prawosławny.

## Życiorys
Ukończył seminarium duchowne w Kijowie oraz Uniwersytet Kijowski (wydział historyczno-filologiczny). W pierwszych latach władzy radzieckiej kierował chórem w jednej z cerkwi prawosławnych w Kijowie. Następnie do 1941 r. pracował na różnych stanowiskach świeckich.
W 1941 został wyświęcony na kapłana, jako mężczyzna żonaty. Służył w cerkwi Wniebowstąpienia Pańskiego na Stalince w Kijowie. Przed 1949, po śmierci żony, złożył wieczyste śluby mnisze.
21 października 1949 decyzją Świętego Synodu został nominowany na biskupa humańskiego, wikariusza eparchii kijowskiej. 13 listopada 1949 w Kijowie został wyświęcony. W ceremonii wzięli udział metropolita kijowski i halicki, egzarcha Ukrainy Jan, biskup chersoński i odeski Nikon oraz biskup czernihowski i nieżyński Jakub.
17 marca 1950 r. został mianowany tymczasowym zarządcą eparchii mukaczewskiej i użhorodzkiej. 22 lipca tego roku został zatwierdzony na urzędzie ordynariusza tej eparchii.
5 września 1956 r. został mianowany biskupem chmielnickim i kamieniecko-podolskim.
14 sierpnia 1961 odszedł w stan spoczynku. Zmarł 24 stycznia 1965 r.